# Turn- und Sportverein Düdingen 2018-2019
Questa voce raccoglie le informazioni riguardanti il Turn- und Sportverein Düdingen nella stagione 2018-2019.

## Organigramma societario
Area direttiva
- Presidente: Christian Marbach

Area organizzativa
- Team manager: Marco Kämpf

Area tecnica
- Allenatore: Dario Bettello
- Secondo allenatore: Alfred Roth, Michal Tarabcik
- Scoutman: Michal Tarabcik
- Preparatore atletico: Bruno Knutti

Area sanitaria
- Medico: Manfred Piller
- Fisioterapista: Rolf Kröpfli

## Rosa
| N° | Nome            | Ruolo | Data di nascita   | Nazionalità sportiva |
| -- | --------------- | ----- | ----------------- | -------------------- |
| 1  | Noemi Portmann  | L     | 14 marzo 2001     | Svizzera             |
| 2  | Kerley Becker   | C     | 20 settembre 1986 | Brasile              |
| 3  | Danielle Harbin | O     | 2 settembre 1995  | Stati Uniti          |
| 4  | Zora Widmer     | P     | 12 aprile 1994    | Svizzera             |
| 5  | Thays Deprati   | L     | 14 aprile 1992    | Svizzera             |
| 6  | Brianna Beamish | S     | 4 settembre 1993  | Canada               |
| 7  | Francine Marx   | C     | 18 aprile 1998    | Svizzera             |
| 8  | Samira Sulser   | C     | 22 dicembre 1995  | Svizzera             |
| 9  | Kristel Marbach | P     | 14 novembre 1988  | Svizzera             |
| 11 | Sarina Brunner  | S     | 8 luglio 1997     | Svizzera             |
| 12 | Léa Zurlinden   | S     | 20 agosto 2001    | Svizzera             |
| 13 | Inès Granvorka  | S     | 13 agosto 1991    | Svizzera             |
| 14 | Mona Rottaris   | S     | 28 ottobre 1997   | Svizzera             |
| 16 | Zoé Kressler    | P     | 6 ottobre 2000    | Svizzera             |
| 17 | Sabel Moffett   | C     | 12 novembre 1987  | Stati Uniti          |

## Statistiche

### Statistiche dei giocatori
| Giocatrice   | Coppa CEV | Coppa CEV | Coppa CEV | Coppa CEV | Coppa CEV |
| Giocatrice   | P         | PT        | AV        | MV        | BV        |
| ------------ | --------- | --------- | --------- | --------- | --------- |
| B. Beamish   | 2         | 15        | 11        | 1         | 3         |
| K. Becker    | 2         | 17        | 9         | 7         | 1         |
| S. Brunner   | 2         | 3         | 1         | 1         | 1         |
| T. Deprati   | 2         | 0         | 0         | 0         | 0         |
| I. Granvorka | 1         | 3         | 3         | 0         | 0         |
| D. Harbin    | 2         | 37        | 34        | 3         | 0         |
| Z. Kressler  | 2         | 0         | 0         | 0         | 0         |
| K. Marbach   | 2         | 1         | 0         | 0         | 1         |
| F. Marx      | 2         | 3         | 1         | 2         | 0         |
| S. Moffett   | 2         | 26        | 15        | 10        | 1         |
| N. Portmann  | -         | -         | -         | -         | -         |
| M. Rottaris  | 2         | 0         | 0         | 0         | 0         |
| S. Sulser    | 2         | 0         | 0         | 0         | 0         |
| Z. Widmer    | -         | -         | -         | -         | -         |
| L. Zurlinden | -         | -         | -         | -         | -         |

P = presenze; PT = punti totali; AV = attacchi vincenti; MV = muri vincenti; BV = battute vincenti

NB: Non sono disponibili i dati relativi alla Lega Nazionale A, alla Coppa di Svizzera e alla Supercoppa svizzera e di conseguenza quelli totali